# F 18 (sommergibile)
L’F 18 è stato un sommergibile della Regia Marina.

## Storia
Nell'ottobre 1917 entrò a far parte, al comando del tenente di vascello Guido Vianello, della Squadriglia Sommergibili di Ancona.
Effettuò 6 missioni belliche in acque costiere nemiche.
Il 15 luglio 1918, in missione al largo di Punta Planka (Dalmazia), l’F 18 attaccò dapprima un grosso rimorchiatore in navigazione ad un paio di miglia da Zaline, e, nottetempo, si portò all'attacco anche di una torpediniera austro-ungarica: i siluri difettosi impedirono di colpire. Il 16 luglio il sommergibile lanciò un altro siluro contro un mercantile, ma l'arma, anch'essa difettosa, deviò dalla sua rotta andando a scoppiare contro la riva.
Dal 1918 al 1922 l’F 18 rimase sotto il controllo del Comando Marittimo di Venezia; passò poi alla Squadriglia Sommergibili di Brindisi.
Nel 1923 prese parte allo sbarco italiano a Corfù, durante la crisi italo-greca che riguardò tale isola.
Operò poi nell'addestramento e prese parte ad esercitazioni ed a gare di attacco e lancio siluri.
Disarmato il 1º novembre 1928, fu radiato due anni dopo e demolito.